# Dolmen von Coguel Runaour
Der Dolmen von Coguel Runaour (auch Allée couverte von Run-Aour genannt) lag an der Straße Valordy, südlich der Straße die zur Pointe de la Torche führt, in Pont-l’Abbé bei Plomeur in der Cornouaille im Département Finistère in der Bretagne in Frankreich. Dolmen ist in Frankreich der Oberbegriff für Megalithanlagen aller Art (siehe: Französische Nomenklatur).

Run-Aour
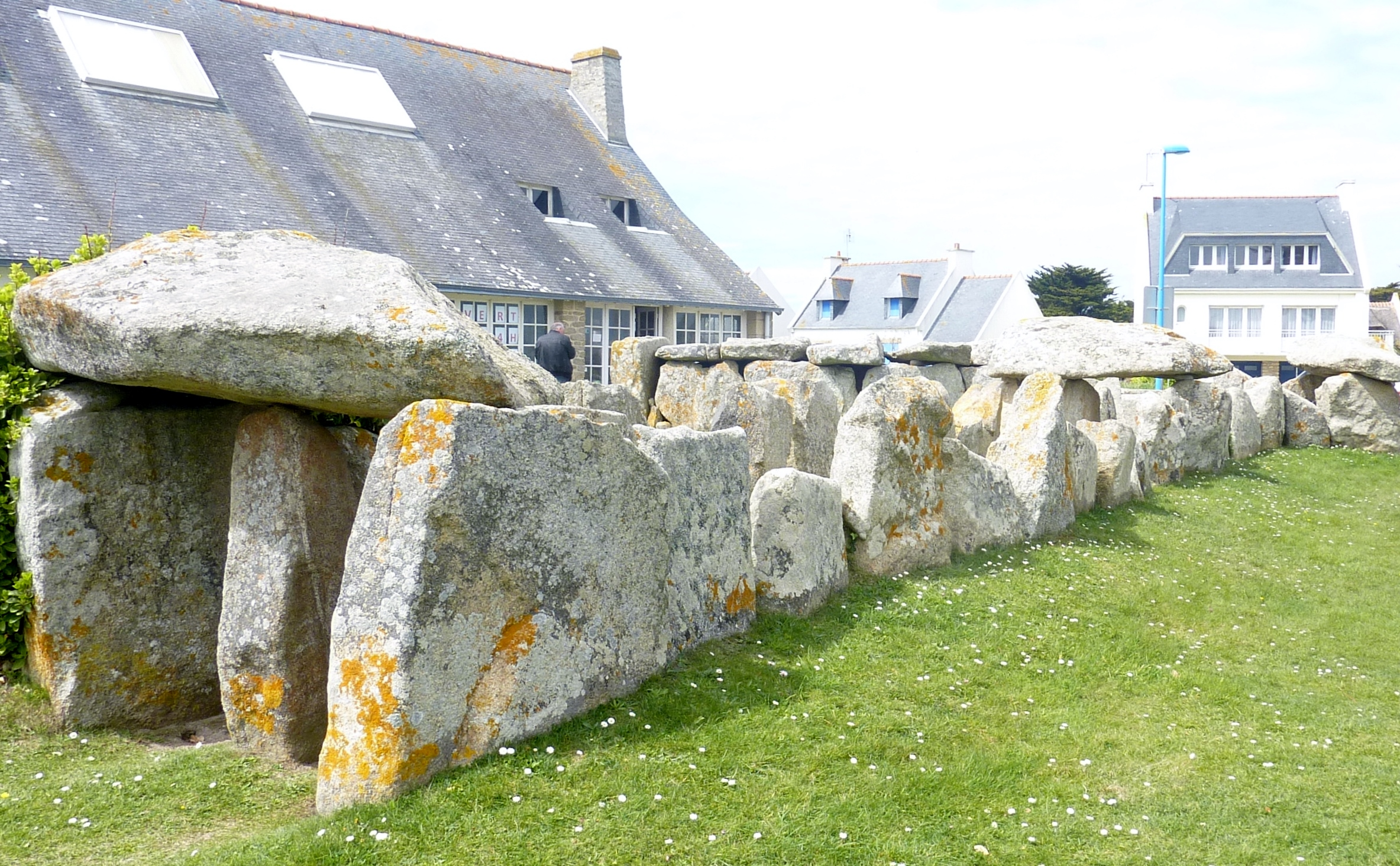
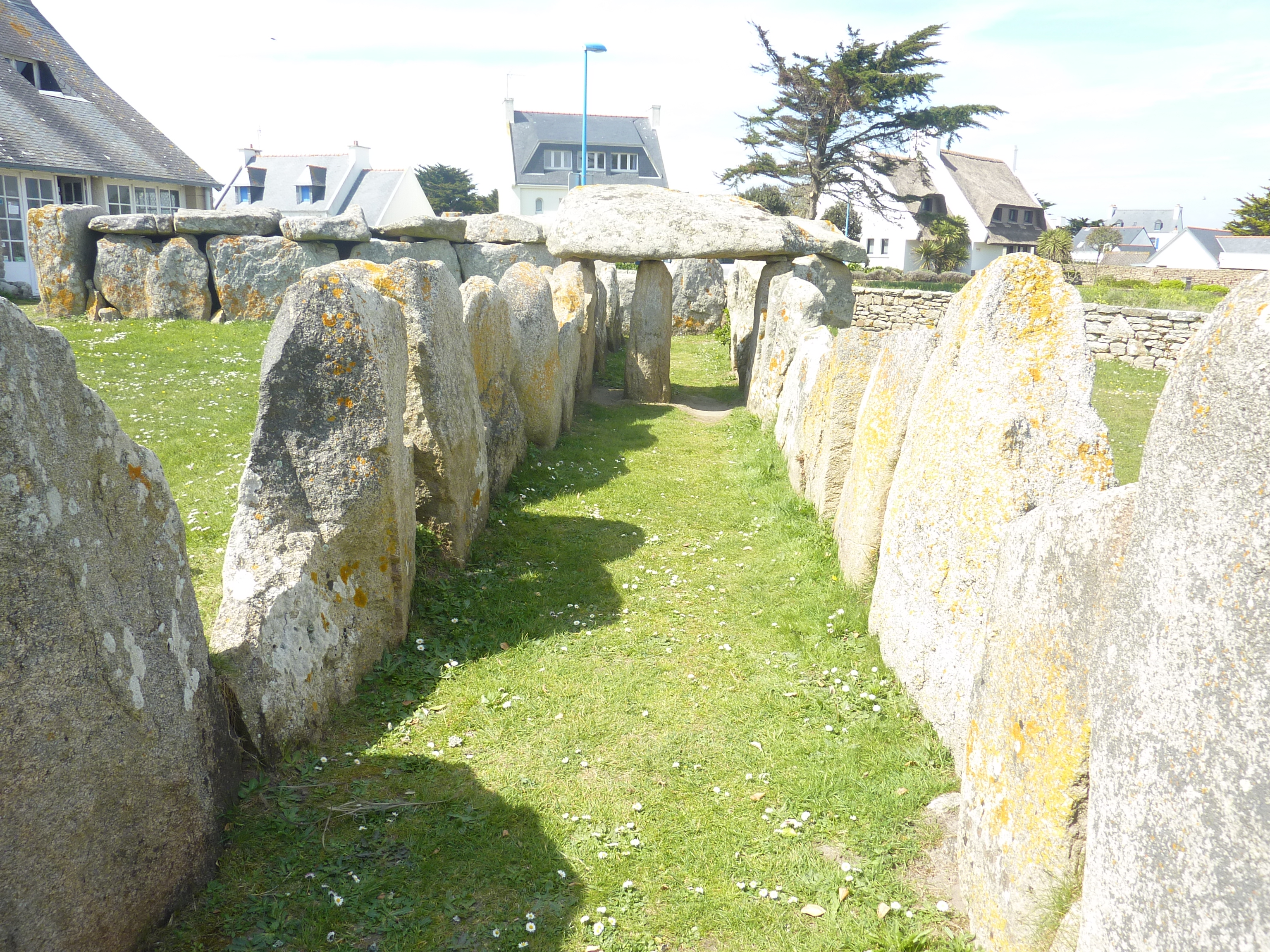
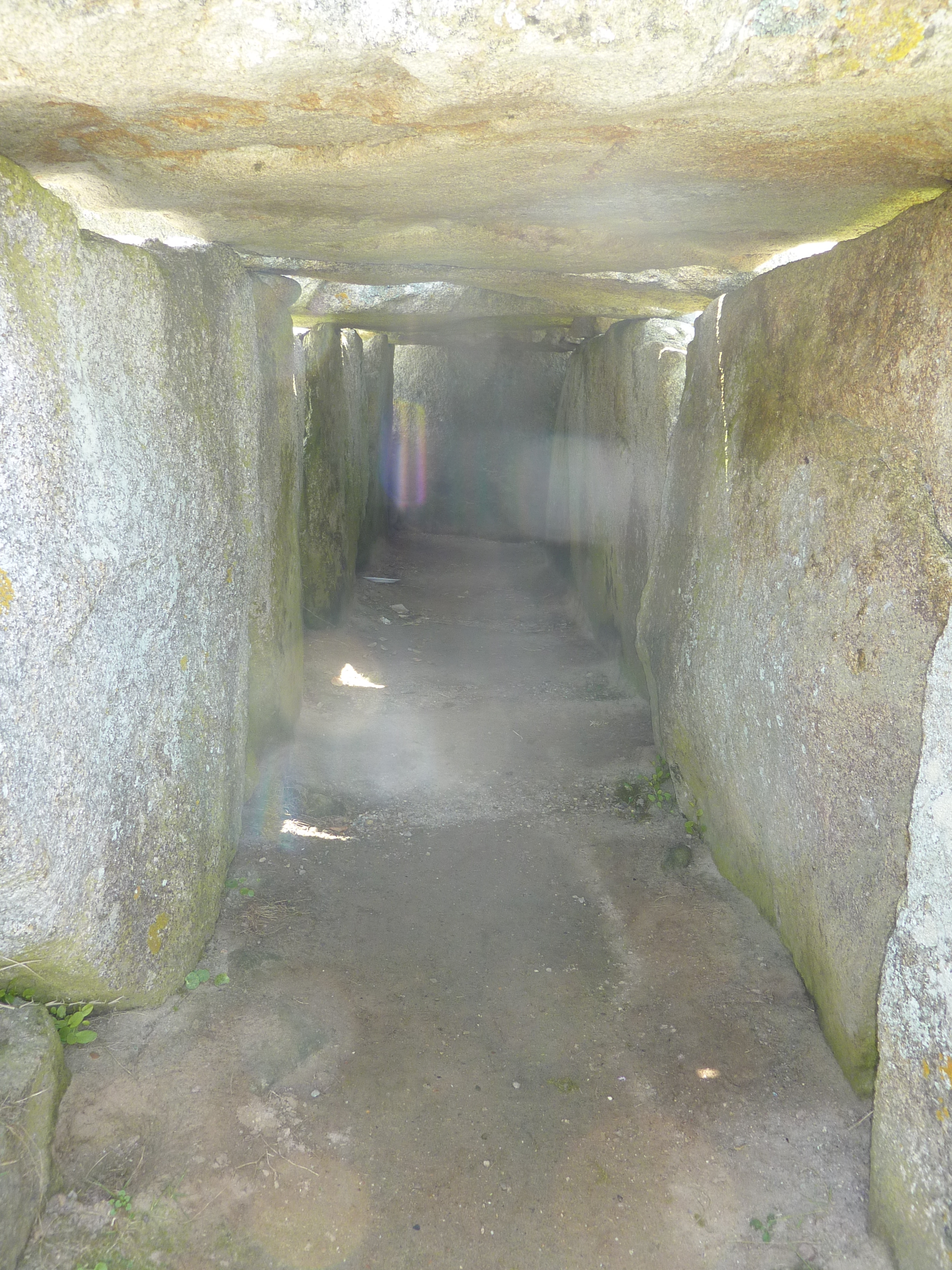
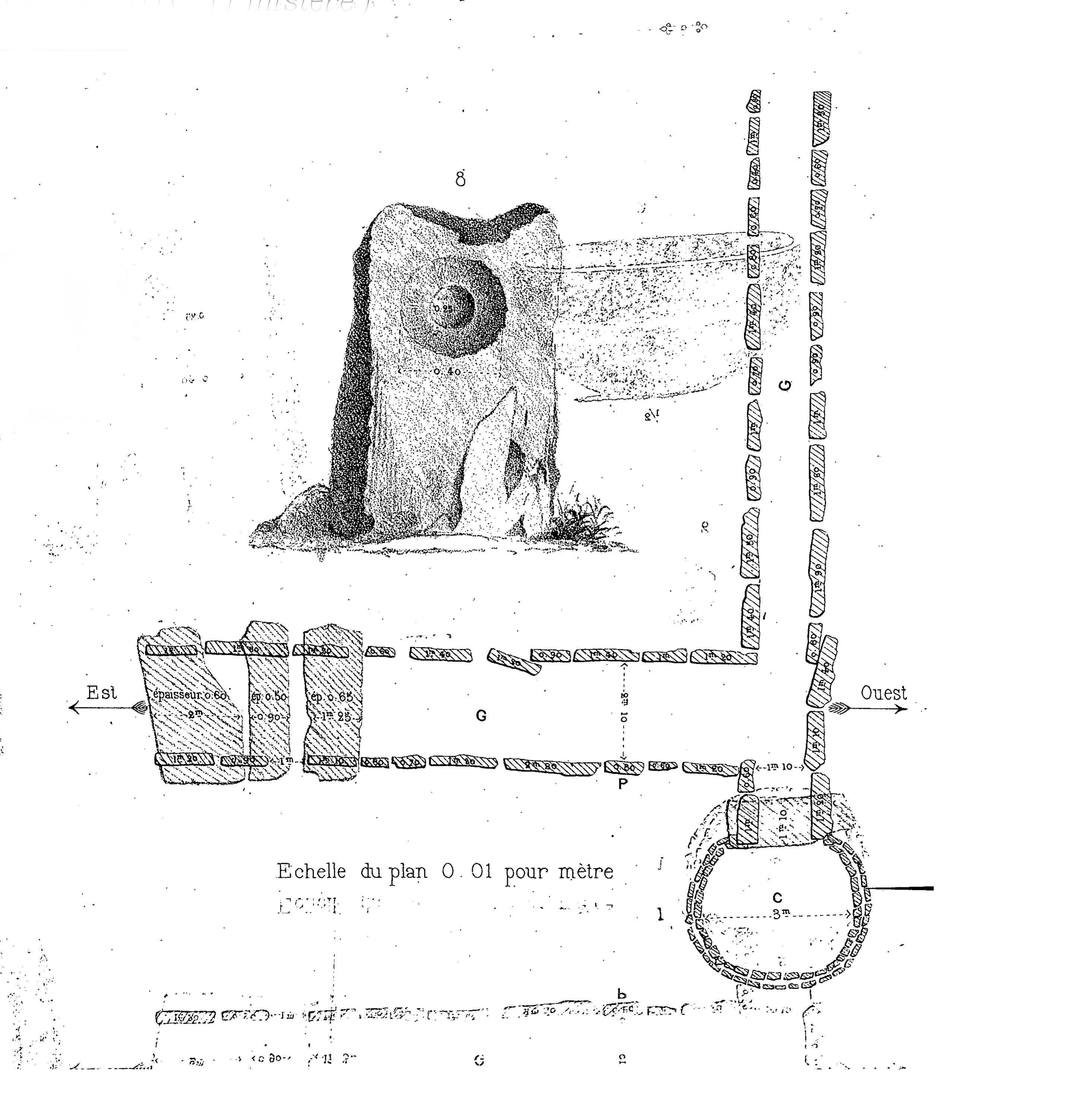

Die Reste des größten Knickdolmens (französisch Dolmen à coudé) in Frankreich wurden im Außenbereich des „Musée de la Préhistoire Finistérienne“ in Penmarch aufgestellt. Knickdolmen sind in nur sieben Exemplaren bekannt (Dolmen von Goërem), die alle auf etwa 100 km Länge zwischen den Mündungen der Loire (bei Saint-Nazaire) und der Blavet (bei Lorient) liegen und etwa um 3000 v. Chr. entstanden sind. 
Es gibt auch drei Steinkisten, die in den Garten des Museums versetzt wurden.